# Гундяев, Михаил Васильевич
Михаил Васильевич Гундяев (5 января 1907, Лукоянов, Нижегородская губерния, Российская империя — 13 октября 1974, Ленинград, РСФСР, СССР) — советский священнослужитель и протоиерей, отец патриарха Московского и всея Руси Кирилла.

## Биография

### Потомственный священник
Отец будущего священнослужителя Василий Степанович Гундяев родился в Астрахани. В Лукояново семья переехала в 1903 году. Василий Гундяев, по профессии машинист-механик, занимался вождением литерных поездов. К этому времени у Гундяева и его супруги — Прасковьи Ивановны (в девичестве Добровитова) — было семеро родных детей, а также одна приемная девочка. На протяжении долгих лет Василий Степанович работал на железной дороге и в те времена еще не был напрямую причастен к церковной жизни. Однако в 1920-х годах произошел инцидент, повлекший за собой череду проблем с советскими властями. В 1920 году Василий Гундяев сблизился в общении с приезжим архитектором Павлом Петровичем Покрышкиным, который путешествовал по России, запечатлевая облики православных храмов, находящихся под угрозой исчезновения в связи с религиозной политикой большевистской партии. И Василий Гундяев, и Павел Покрышкин критиковали идеи обновленчества, которые внедрялись большевиками в среду священнослужителей. Возглавив Тихоновский монастырь в качестве его настоятеля, Покрышкин прослужил в Лукьяново всего два года, скоропостижно скончавшись от череды болезней. Именно Василий Гундяев возглавил сбор средств на организацию похорон. Поминальная служба прошла в будний день, поэтому Василий Степанович пропустил смену в депо, что повлекло за собой недовольство руководства и местной Администрации. В том же году в местной газете появилась статья «О фанатике машинисте Василии Гундяеве». Был сослан на Соловки, в последующем провел в лагерях 18 лет, пройдя сорок шесть тюрем и семь ссылок. Священный сан принял в Башкирии в 1954 году, вскоре после освобождения, через восемь лет после рукоположения второго сына Михаила.

### Жизнь до рукоположения
Михаил Гундяев родился 5 января 1907 года в Лукоянове Нижегородской губернии. Рос и воспитывался в семье железнодорожного машиниста, а позже и священнослужителя Василия Васильевича Гундяева (1879—1969).
С детства хотел по линии семьи стать священником. После окончания средней школы остался в родном городе и поступил на послушание у местного архипастыря — епископа Лукояновского Сергия, исполняя обязанности иподиакона и секретаря.
С 1926 по 1928 год посещал Высшие богословские курсы в Ленинграде. За время учебы до закрытия курсов собрал коллекцию конспектов выдающихся профессоров, читавших здесь лекции: протоиерей Василий Верюжский, магистр богословия П. П. Мироносицкий, академик Б. А. Тураев, профессора Л. П. Карсавин, С. С. Безобразов (впоследствии епископ Кассиан) и другие. Одновременно с учёбой пел в хоре ленинградского подворья Киево-Печерской лавры.
В 1929 году был призван в Красную армию, где прослужил до 1930 года в 4-й Туркестанской дивизии. Вернулся в Ленинград. Изначально подавал документы в медицинский институт, но в связи с партийной политикой того времени относительно церковнослужителей поступить после богословских курсов в это учебное заведение ему не удалось. Поэтому с 1930 по 1933 год отучился в Механическом техникуме, чтобы получить специальность, пригодную для поступления в высшее учебное заведение. После окончания техникума поступил в Ленинградский индустриальный институт.
В 1933 году на волне арестов после убийства Кирова, был арестован накануне своей свадьбы по причине активной церковной деятельности и пении на клиросе. Весомым аргументом в пользу обвинения стали конспекты с богословских курсов, в которых слово Бог было написано со строчной буквы. «Больше ничего искать не будем. Того, что здесь написано, вполне хватит». После продолжительного следствия, в ходе которого Михаила Гундяева пытались заставить признаться в подготовке покушения на товарища Сталина, 25 февраля 1934 года был приговорен к 3 годам заключения в Дальлаге ОГПУ-НКВД по статье 58-10 (пропаганда или агитация, содержащие призыв к свержению, подрыву или ослаблению Советской власти). В ходе отбывания наказания Михаил Гуряев организовал в местах заключения учебный комбинат, где преподавал ряд технических дисциплин. Был освобожден в 1936 году.
После освобождения снова вернулся в Ленинград. В предвоенные годы был занят на производственных предприятиях в должностях токаря, техника-технолога, конструктора, был повышен до должности начальника цеха. К началу войны занимал должность главного механика на военно-промышленном заводе. В ходе блокады Ленинграда участвовал в сооружении оборонных укреплений вокруг города. В 1943 году был призван в действующую армию. После прорыва блокады был назначен военпредом на Горьковском заводе в Нижнем Новгороде. Демобилизован в 1945 году. После окончания войны продолжил работу по гражданской специальности.
Реабилитирован посмертно 30 марта 1989 прокуратурой города Ленинград по году репрессий(1943).

### Церковная служба
В 1947 году подал прошение о рукоположении митрополиту Ленинградскому и Новгородскому Григорию, бывшему ректору Высших богословских курсов. Диаконская хиротония была совершена 9 марта, иерейская – 16 марта в Николо-Богоявленском соборе, в этом же соборе ранее Михаил Гундяев венчался. Назначение получил в храм Смоленской иконы Божией Матери на Васильевском острове.
В 1951 году был переведён в Спасо-Преображенский собор, где стал исполнять обязанности помощника настоятеля по богослужебной части.
В 1957 году был возведён в сан протоиерея.
В 1959 году был переведен на должность настоятеля Свято-Никольского храма на Большой Охте.
в 1960 году занял пост настоятеля в храме во имя святого благоверного князя Александра Невского в Красном Селе.
В конце 1950-х годов поступил в Ленинградскую духовную семинарию, которую заочно окончил в 1961 году.
В 1950-х годах в продолжение политики гонений на церковнослужителей на отца Михаила был наложен огромный по тем временам штраф в размере 120 тысяч рублей. Избежать выплаты можно было в случае отречения от сана и перехода на работу в народном хозяйстве. Отец Михаил отказался покинуть церковь и выплатил штраф.
В 1964 году поступил в Ленинградскую духовную академию, окончил её в 1970 году, защитив диссертацию на соискание ученой степени кандидата богословия.
В 1970 году назначен настоятелем Серафимовского храма в Ленинграде.
В 1972 году вернулся в должность настоятеля Свято-Никольского храма на Большой Охте.
Умер 13 октября 1974 года в Санкт-Петербурге. Погребён на Большеохтинском кладбище, у алтарной стены храма.

## Воспоминания
Из служебной характеристики, хранящейся в епархиальном архиве:
Убежденный, дисциплинированный и глубоко уважаемый пастырь и человек. Отличается скромностью характера. Прекрасный и отзывчивый сотоварищ. Хороший проповедник. Богослужения и требы совершает истово и проникновенно при превосходной дикции. Безотказно выполняет все духовные просьбы верующих вне территории собора, безо всяких корыстных побуждений, исходя исключительно из пастырских соображений
Из воспоминаний дочери Елены:
Папа с раннего детства говорил нам: если вы верующие, оставайтесь такими
во всем, а если хоть в чем-то отступите — все, и в остальной жизни будете
искать компромиссы с совестью и обстоятельствами. И мы, глядя на отца,
никогда не скрывали своей веры, не были ни октябрятами, ни пионерами. Причем сверстники нас очень уважали. А вот от учителей доставалось, особенно брату. Он учился блестяще, но в кабинет к директору его вызывали регулярно.
В 2023 году Президент Российской Федерации В. В. Путин вспоминал, что его крестил Михаил Гундяев.

## Семья
Был женат на преподавательнице немецкого языка Раисе Владимировне Гундяевой, в девичестве Кучина (7 ноября 1909 — 2 ноября 1984), с которой он познакомился во время ее учебы в Институте иностранных языков (в те времена Раиса также пела в церковном хоре).
Трое детей:
- Николай (1940—2021) — настоятель Спасо-Преображенского собора в Петербурге[6][16]
- Владимир (род. 1946) — патриарх Московский и всея Руси Кирилл[6][16]
- Елена (род. 1949) — декан Факультета церковных искусств СПбДА, заслуженный деятель искусств Российской Федерации (2019)[21].

## Награды
Специальные церковные знаки отличия: 
- Набедренник
- Напёрсный крест
- Напёрсный крест с украшениями
- Митра